# Cithaerias azurina
Cithaerias azurina är en fjärilsart som beskrevs av Jose Francisco Zikán 1942. Cithaerias azurina ingår i släktet Cithaerias och familjen praktfjärilar. Inga underarter finns listade i Catalogue of Life.